# Ploiești

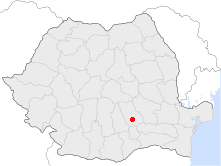
Ploieștis läge i Rumänien.

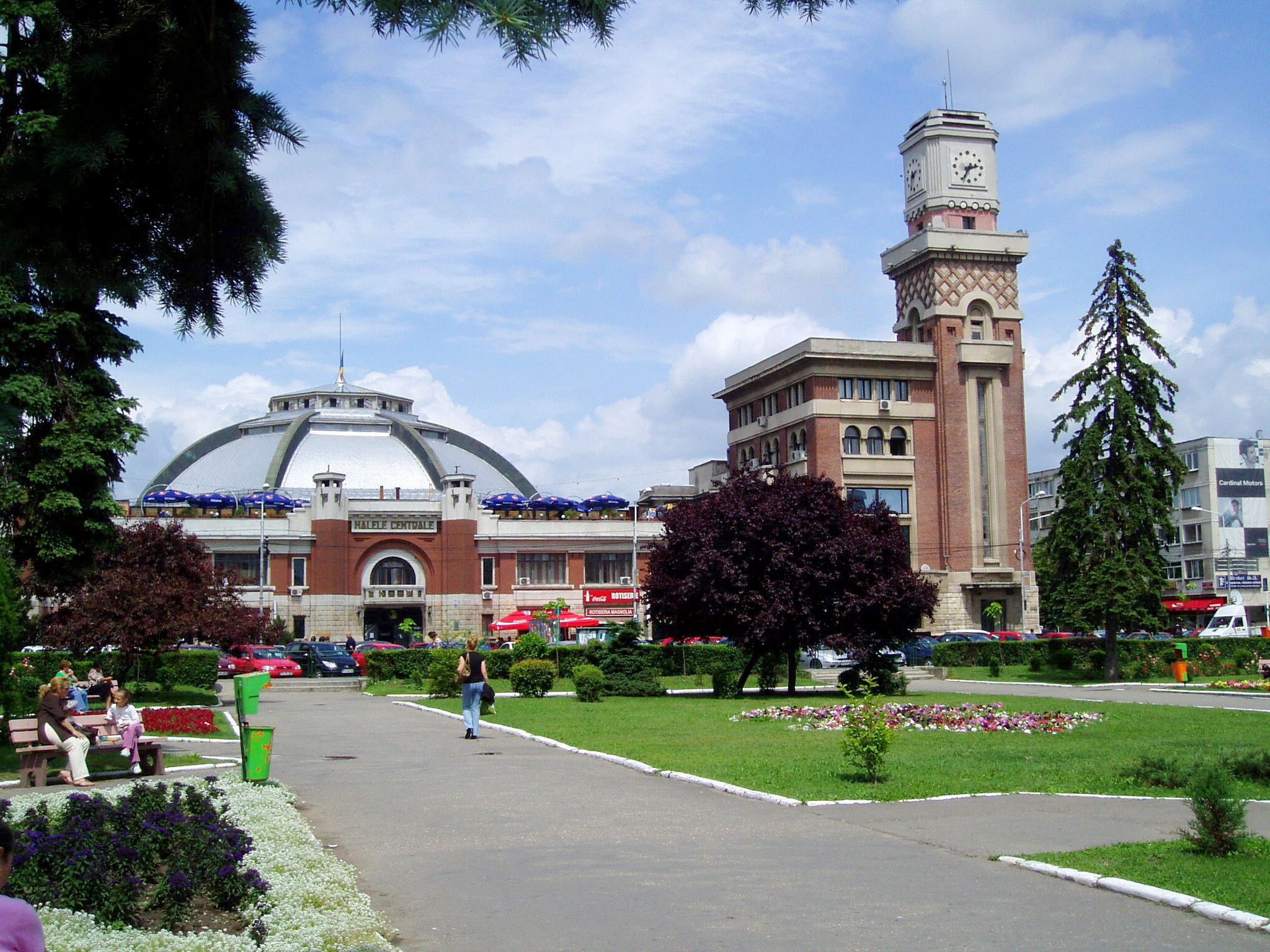
Saluhallen i centrala Ploieștis, 2009.

Ploiești är en stad i Rumänien. Den är huvudstad i județet Prahova och ligger vid floden Teleajen.
År 2011 hade staden en befolkning på 209 945 vilket gör den till den nionde största staden i Rumänien. Staden ligger 56 km norr om Bukarest, 69 km sydost om Buzău, 49 km öster om Târgoviște och 108 km söder om Brașov. Staden är centrum för landets oljeindustri och har tre oljeraffinaderier. Staden grundades 1596 under Mikael II av Valakiets ("Mikael den Tappres") regeringstid, under dennes tid som prins av Valakiet. (År 1599 år blev han dessutom vojvod av Moldova, ungefär motsvarande dagens Moldavien, samt de facto även prins över Furstendömet Transsylvanien).
Ploiești är en mycket viktig järnvägsknut och har två järnvägsstationer, Ploiești nord och Ploiești syd. Staden har ingen flygplats, men Bukarests internationella flygplats ligger 45 km söderut.